# Synodontis melanoptera
Synodontis melanoptera és una espècie de peix de la família dels mochòkids i de l'ordre dels siluriformes.

## Morfologia
Els mascles poden assolir els 14,4 cm de llargària total.

## Distribució geogràfica
Es troba a Àfrica: Porto Novo (Benín) i conca del riu Níger.